# Musée du citoyen du XIXème siècle
Le musée du citoyen du XIXème siècle  (en estonien : 19. sajandi linnakodaniku muuseum) ou musée du citoyen de Tartu (en estonien : Tartu linnakodaniku muuseum) est un musée à Tartu en Estonie.

## Présentation
Le musée est situé dans une maison en bois construite dans les années 1740 à Jaani tänav 16.
Le bâtiment est l'un des plus anciens bâtiments de Tartu.
Le musée est un des musées d'histoire de la ville de Tartu.

## Exposition permanente
L'exposition du musée s'inspire de la maison d'un citoyen de la classe moyenne en 1830. L'intérieur et le mobilier de style Biedermeier évoquent la vie d'une famille allemande. La maison dispose d'un salon, d'une salle à manger, d'une chambre et d'une cuisine. Dans les salles du musée, il n'y a pas de lumière électrique.
Le projet de restauration du bâtiment en musée a été élaboré en 1989 par les architectes Kai Siim et Udo Tiirmaa du cabinet ARC-Projekt. Sur la base des détails de construction préservés, l'extérieur du bâtiment de la seconde moitié du XIXe siècle a été restauré. L'architecte d'intérieur Leila Pärtelpoeg a conçu l'intérieur historique dans le style Biedermeier typique de l'époque. La reconstruction de l'intérieur historique est basée sur des sources documentaires.

## Galerie

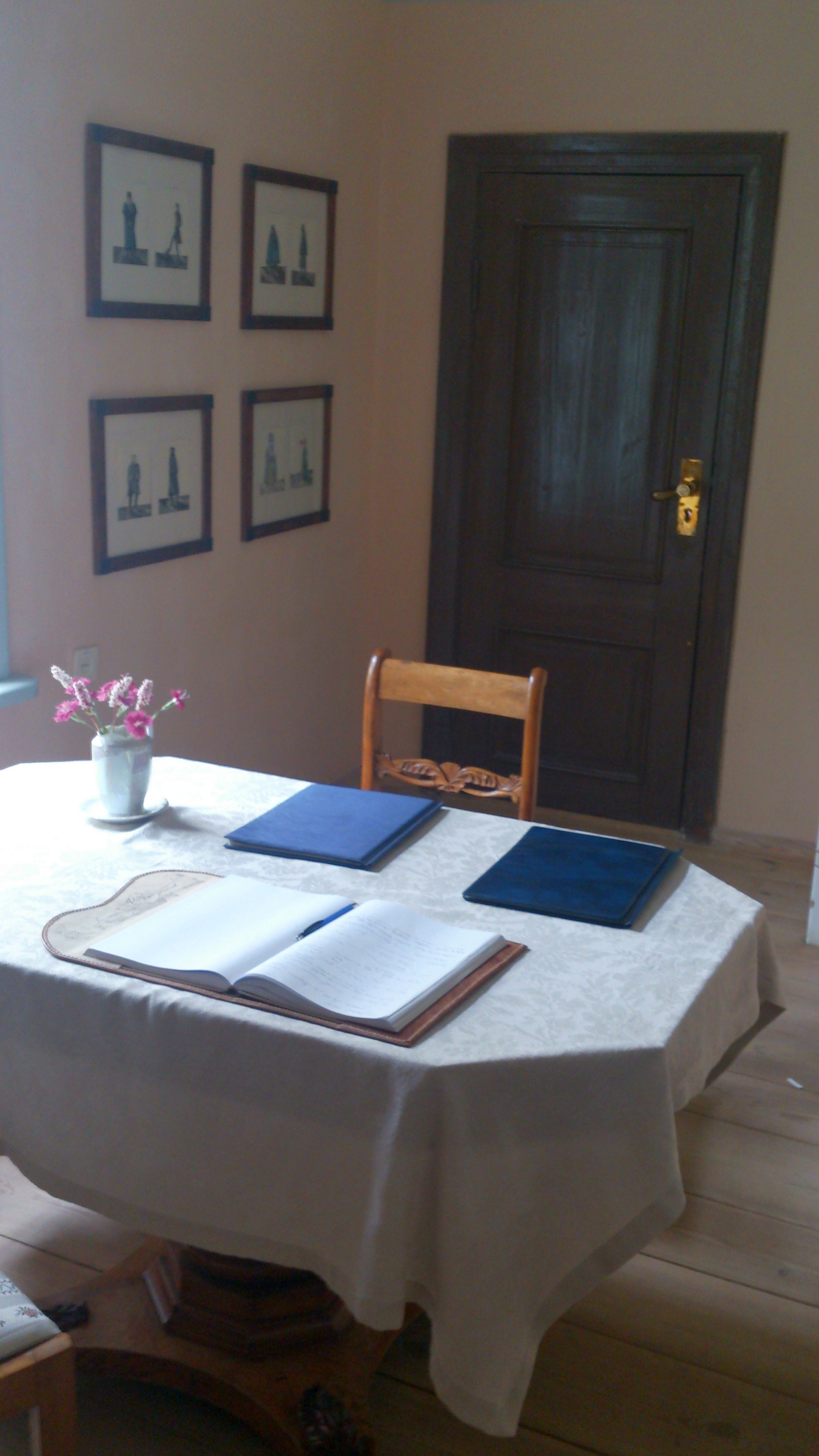
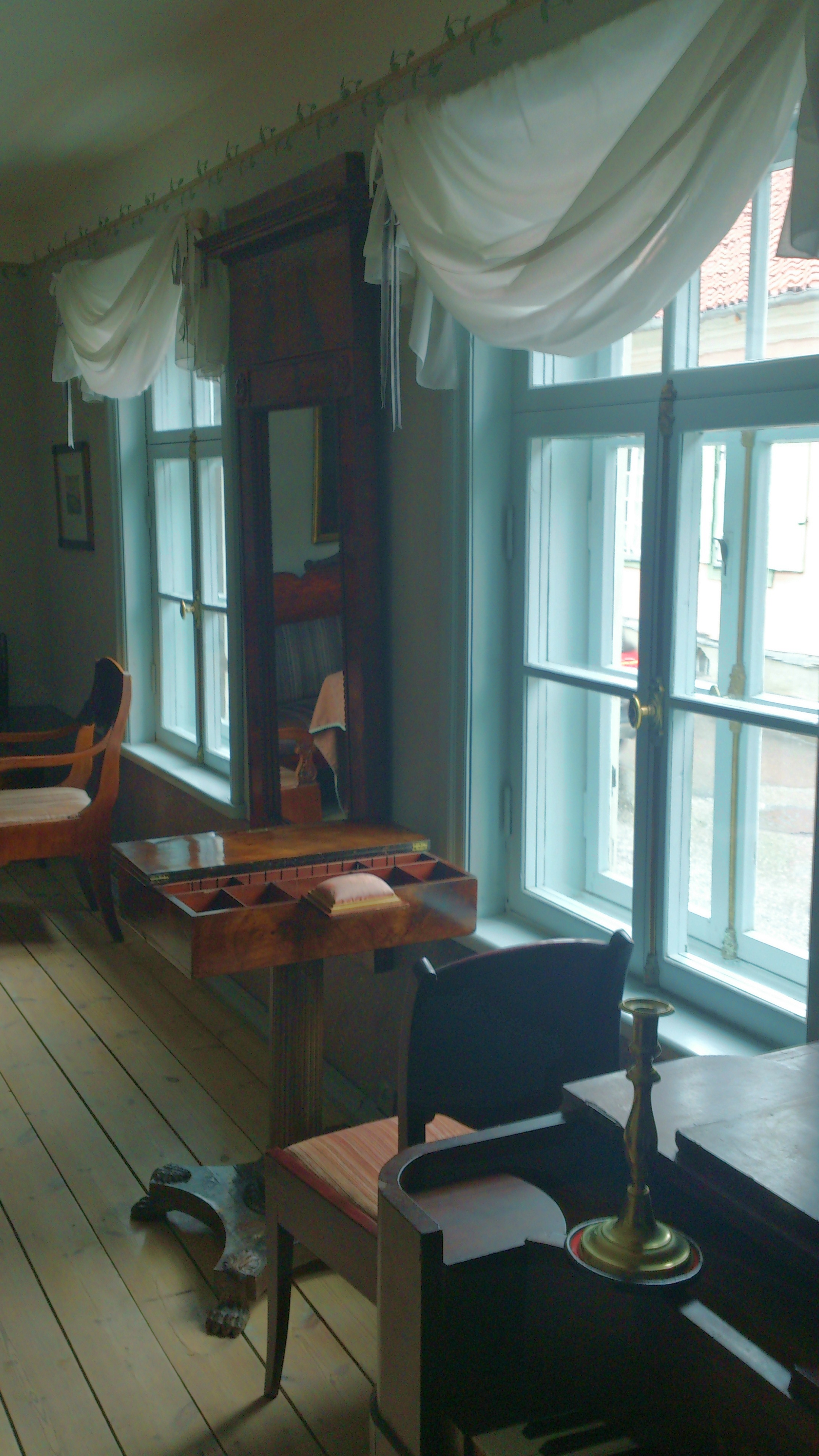
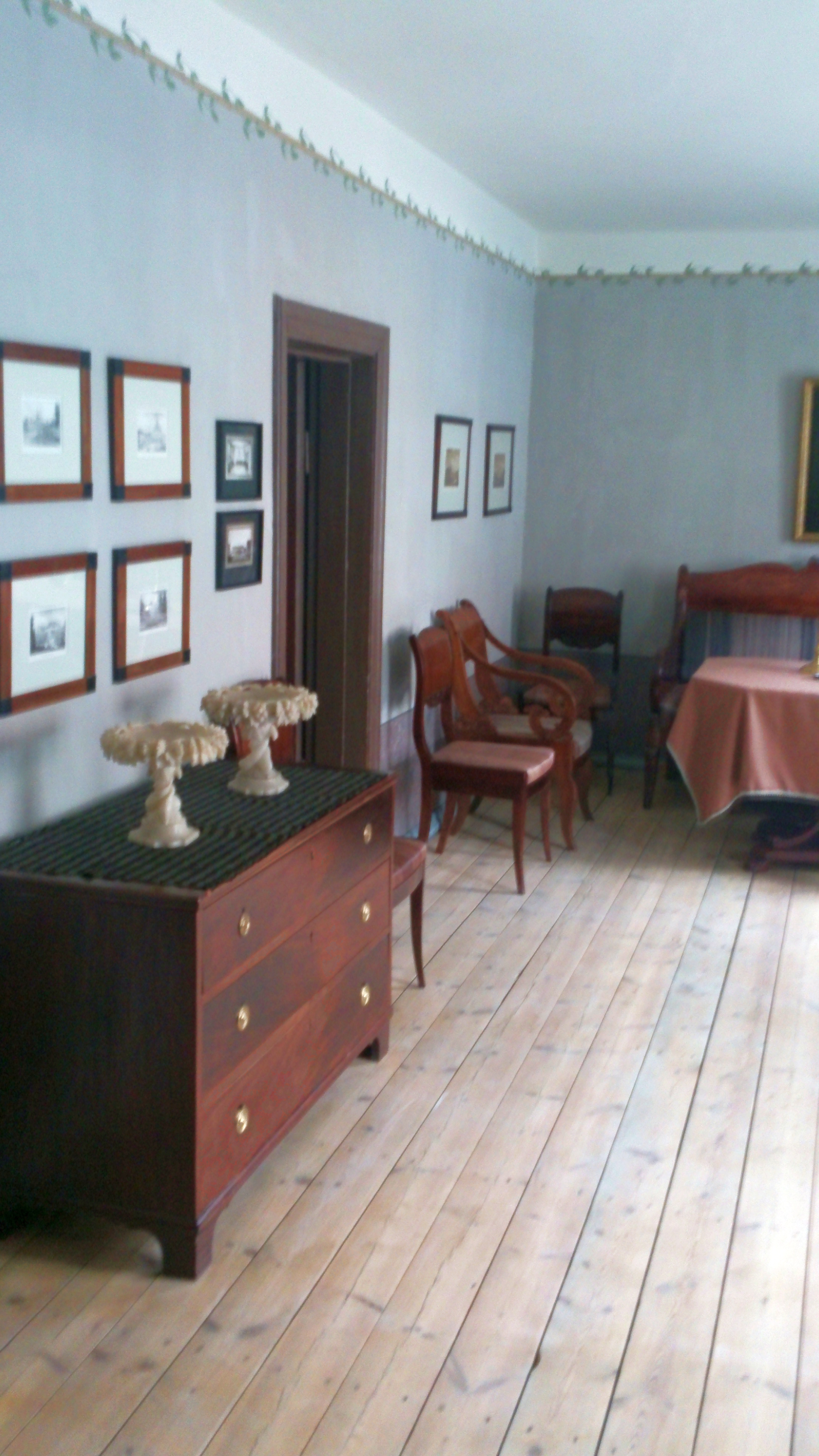
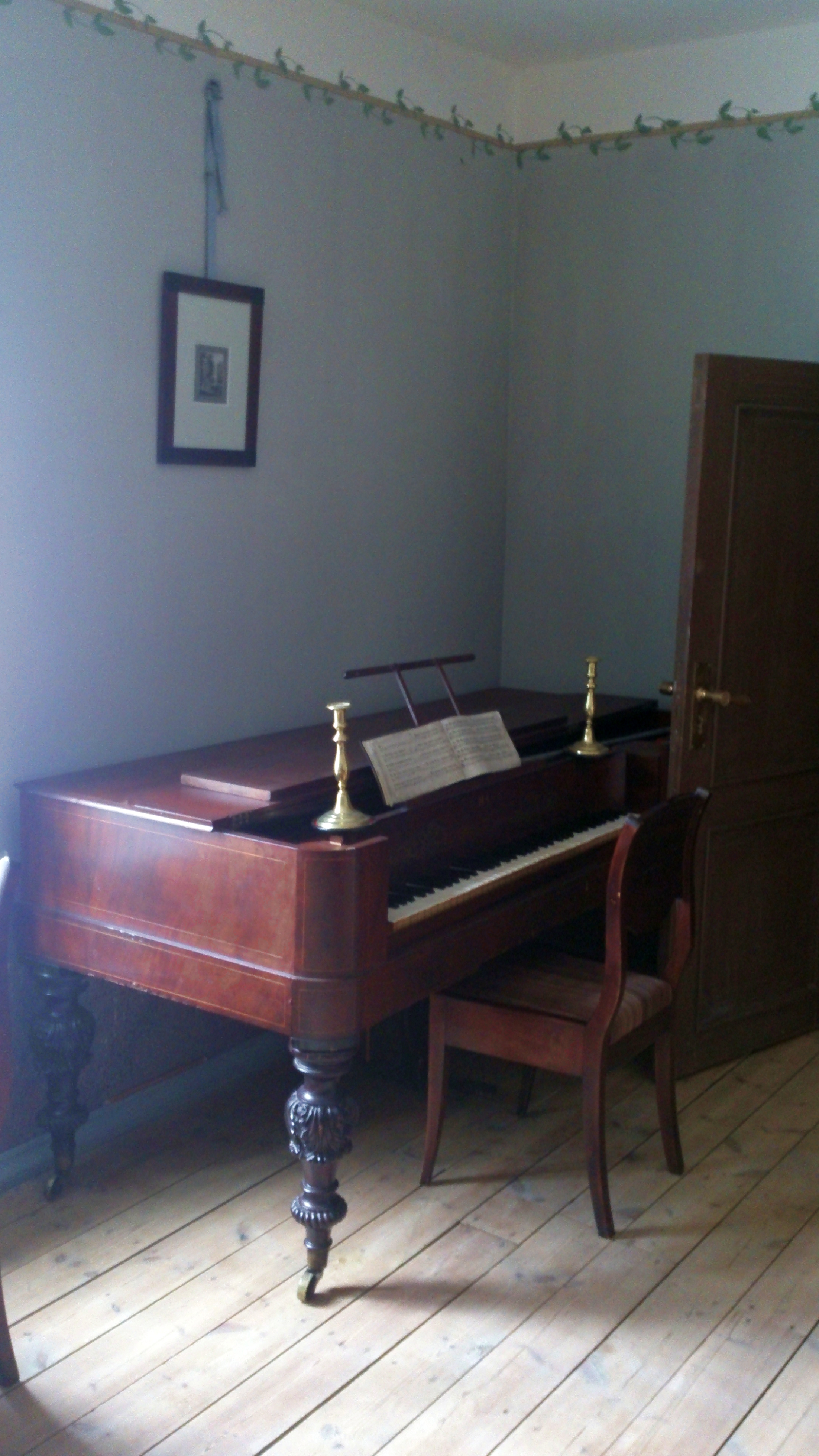
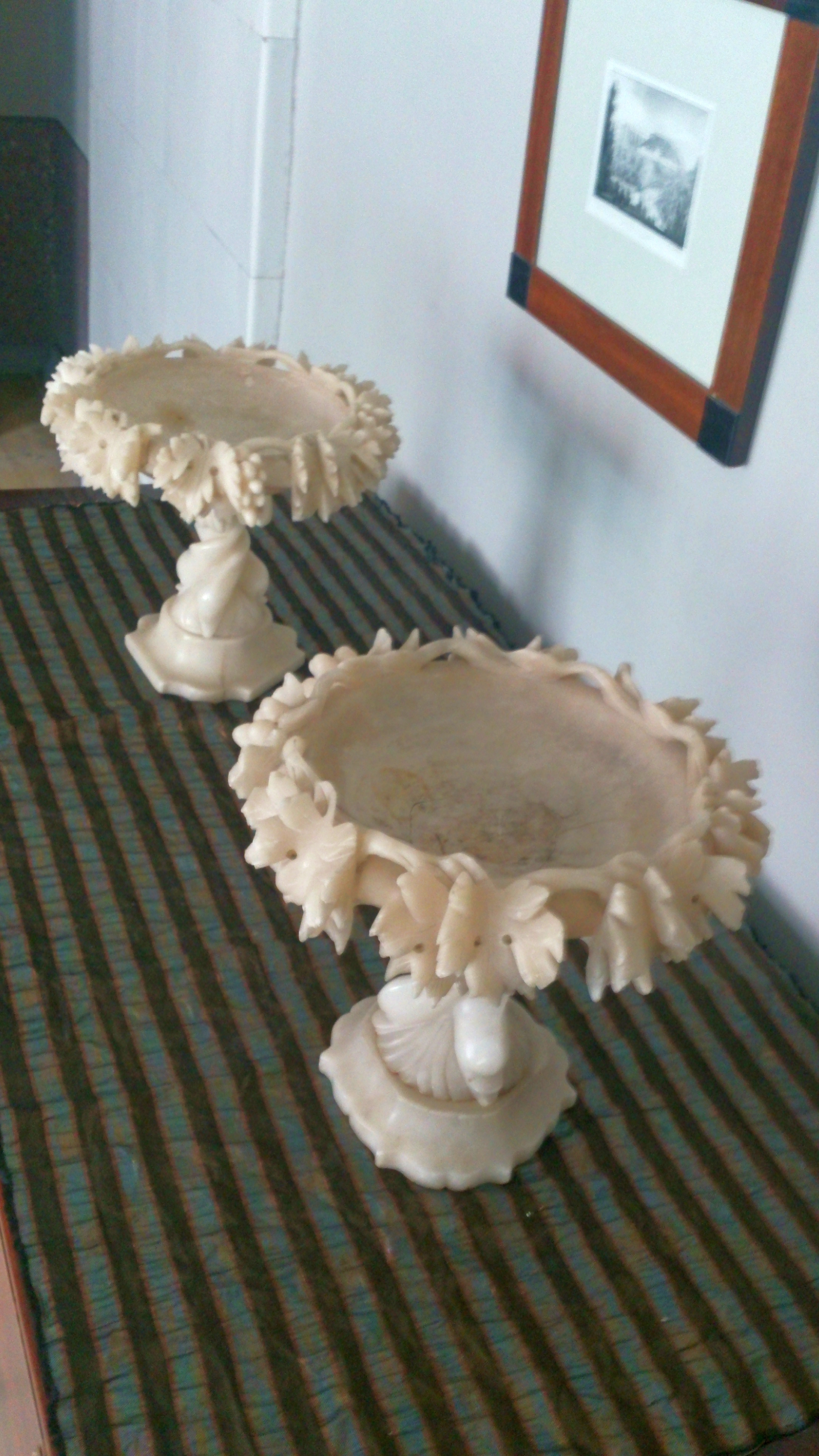